# Crespadoro
Crespadoro é uma comuna italiana da região do Vêneto, província de Vicenza, com cerca de 1.466 habitantes. Estende-se por uma área de 30 km², tendo uma densidade populacional de 49 hab/km². Faz fronteira com Ala (TN), Altissimo, Recoaro Terme, Selva di Progno (VR), Valdagno, Vestenanova (VR).

## Demografia
| Variação demográfica do município entre 1861 e 2011                               |
|                                                                                   |
| Fonte: Istituto Nazionale di Statistica (ISTAT) - Elaboração gráfica da Wikipedia |